# 马泰奥蒂广场 (热那亚)
44°24′25″N 8°55′57″E / 44.40707°N 8.93256°E

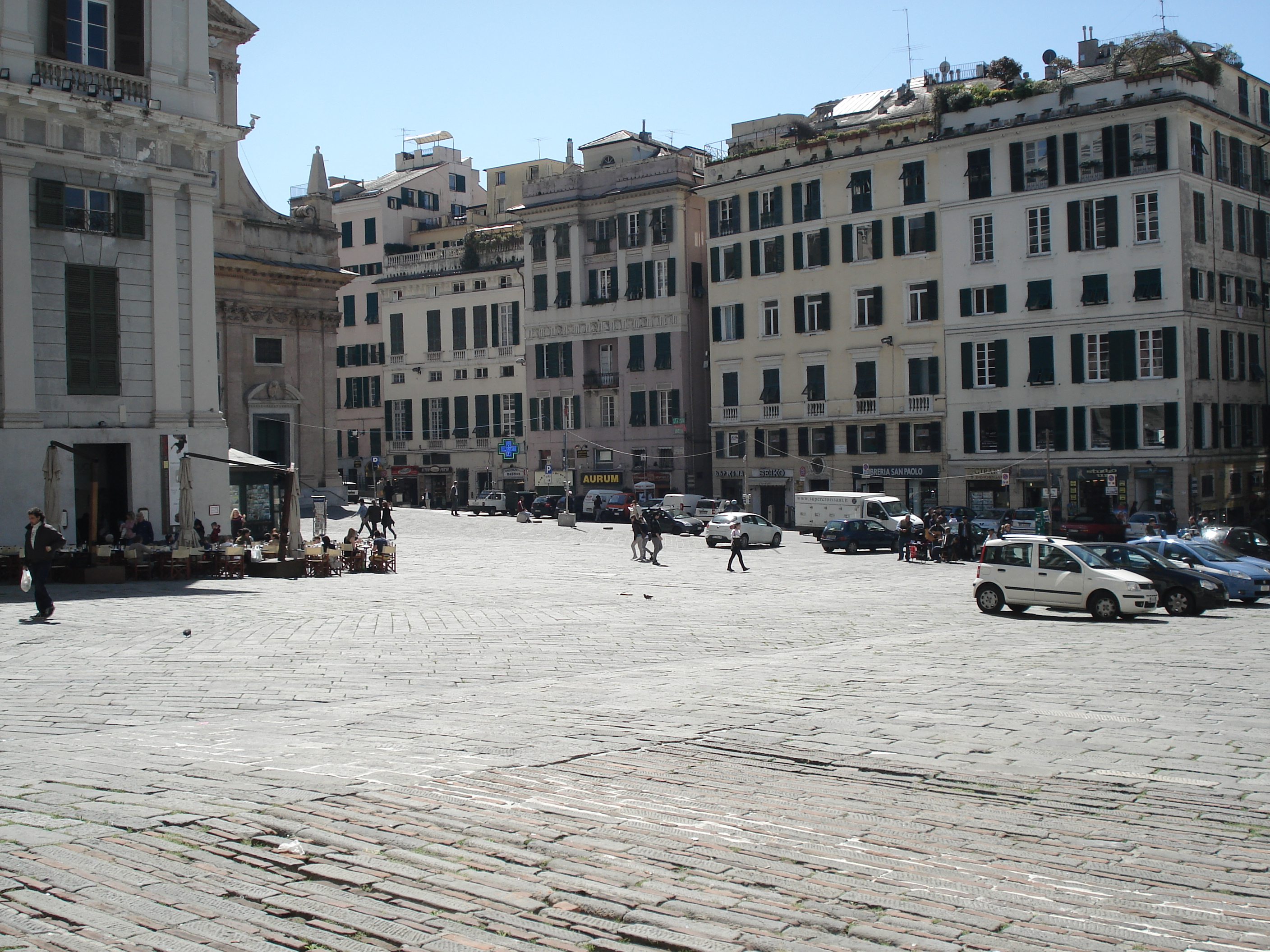
马泰奥蒂广场与公爵宫

马泰奥蒂广场（Piazza Matteotti）是意大利热那亚市中心的主要广场之一。
广场上为T字形，其北侧被新古典主义的公爵宫的两翼包围，西北侧为总主教宫（Palazzo arcivescovile），沿圣老楞佐街前行数十米即圣老楞佐主教座堂；东侧毗邻中心广场费拉里广场，向东南，沿索普拉纳门街经过 圣盎博罗削圣安德肋耶稣教堂可到达古城门。
广场西侧为交通限制区，其余为行人区，定期举办展览会和跳蚤市场。

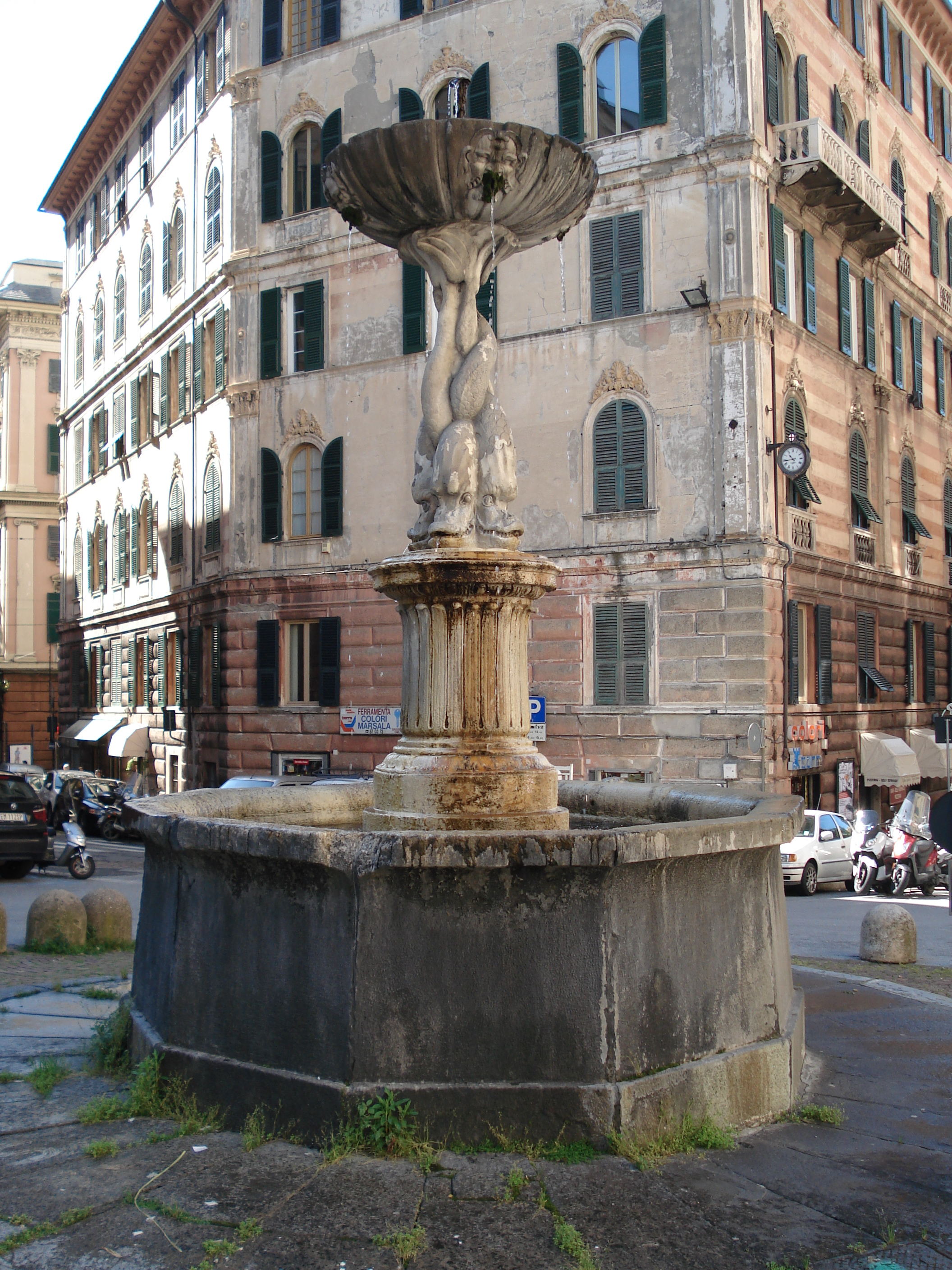

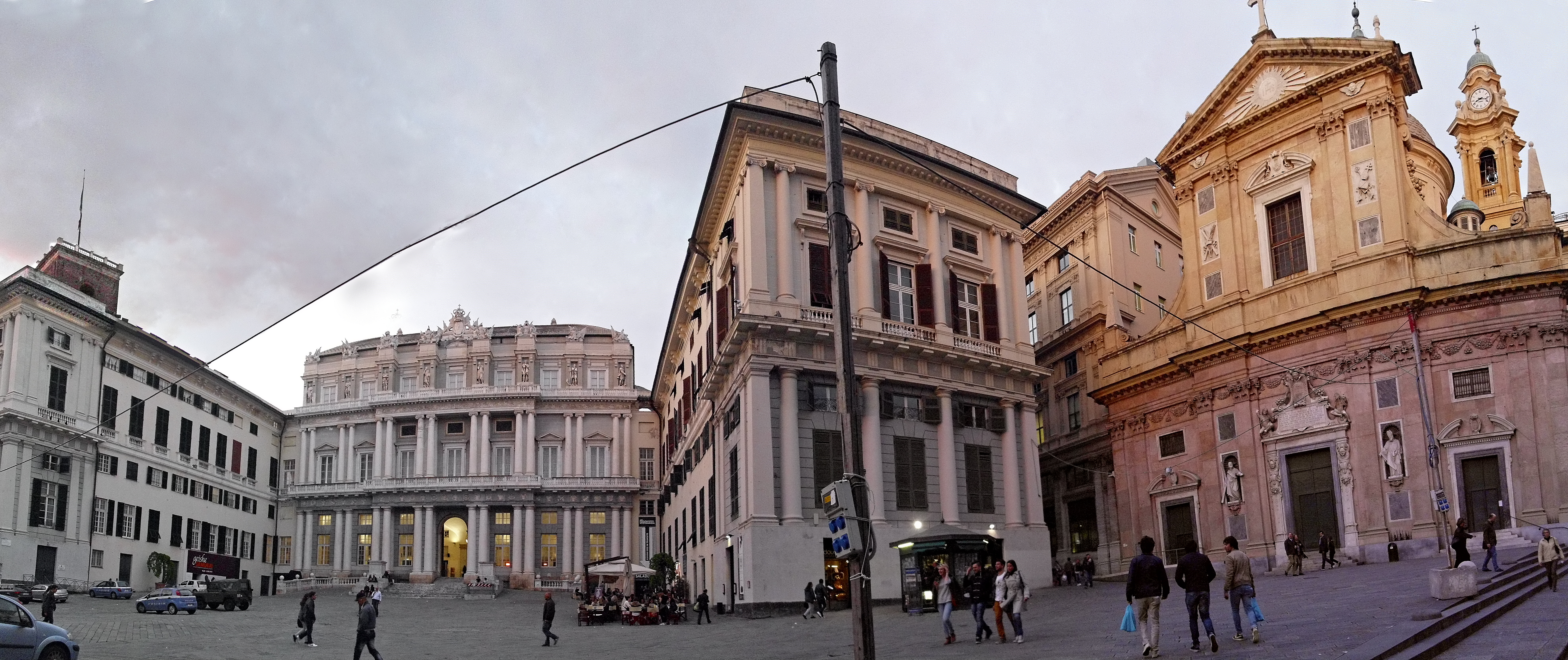